# تپه سیدآباد (مشهد)
تپه سیدآباد؛ نام تپه‌ای باستانی مربوط به سده‌های متأخر اسلامی است و در شهرستان مشهد، بخش مرکزی، دهستان طوس، ۵۰۰ متری شمال روستای سیدآباد واقع شده و این اثر در تاریخ ۲۷ اسفند ۱۳۸۶ با شمارهٔ ثبت ۲۲۳۰۹ به‌عنوان یکی از آثار ملی ایران به ثبت رسیده‌است.